# Виво д'Орча (Сијена)
Виво д'Орча је насеље у Италији у округу Сијена, региону Тоскана.
Према процени из 2011. у насељу је живело 532 становника. Насеље се налази на надморској висини од 896 м.